# BSG Wismut Auerbach
Die BSG Wismut Auerbach war eine deutsche Betriebssportgemeinschaft aus Auerbach/Vogtl. im heutigen Vogtlandkreis, deren Fußballabteilung von 1952 bis 1961 existierte. Heimstätte war das Auerbacher Wismut-Stadion.

## Sektion Fußball
Wismut Auerbach wurde mit dem Einstieg der Sportvereinigung Wismut sowie der ortsansässigen SDAG Wismut als Betriebssportgemeinschaft der Grube Tannenberg im Jahr 1952 gegründet.
Auf sportlicher Ebene stieg die Reviermannschaft innerhalb des vogtländischen Lokalfußballs binnen weniger Jahre in die damals viertklassige Bezirksliga Karl-Marx-Stadt auf, die höchste Spielklasse des Bezirkes hielt die Wismut bis 1958, eine realistische Chance zum Aufstieg zur II. DDR-Liga bestand nicht. Beste Platzierung war ein vierter Rang in der Spielzeit 1957, in der Wismut Auerbach hinter den Vertretungen von Wismut Plauen, Aktivist „Karl Marx“ Zwickau und Motor Brand-Langenau einkam. Bereits 1958 stieg Auerbach gemeinsam mit Aktivist „Grube Deutschland“ Oelsnitz sowie Einheit Mittweida wieder in den Bezirksklassenbereich ab.
In den Spielzeiten 1953/54 sowie 1956 nahm Wismut Auerbach jeweils am FDGB-Pokal teil. Während die BSG im ersten Anlauf nach einem Auftaktsieg über Fortschritt Elsterberg bereits in der Qualifikation an Wismut Bärenstein scheiterte, erreichte sie 1956 über Motor Veilsdorf die erste Hauptrunde gegen Chemie Jena. Gegen den thüringischen DDR-Ligisten unterlagen die Vogtländer mit 2:4. Bereits 1961 wurde Wismut Auerbach wieder aufgelöst, die Fußballabteilung wurde in den Lokalrivalen Einheit Auerbach integriert.

## Statistik
- Teilnahme Bezirksliga Karl-Marx-Stadt: 1955 bis 1958
- Teilnahme FDGB-Pokal: 1952/54, 1956

## Personen
- Peter Müller begann seine Laufbahn bei der BSG Wismut Auerbach